# تك سات 21
تك سات 21 هو عبارة عن مركبة فضائية صغيرة تم تطويرها من قبل إدارة المركبات الفضائية في مختبر أبحاث سلاح الجو الأمريكي لاختبار تقنية رحلة الطيران الفضائية التي يمكن أن تغير التكوين بسرعة بناءً على متطلبات المهمة. تم إلغاء المشروع في عام 2003 بسبب العديد من تجاوز التكاليف.